# Kentucky Rye
Kentucky Rye (titlu original: Kentucky Rye) este al treilea segment și ultimul al celui de-al treilea episod al sezonului I al serialului Zona crepusculară din 1985. A avut premiera la 11 octombrie 1985. Este regizat de John D. Hancock după un scenariu de Delree Todd, Chip Duncan și Richard Krzemien.

## Introducere
Nicio narațiune.

## Prezentare
Bob Spindler este un contabil alcoolic care are un accident de mașină în care o altă mașină se lovește de un pom. După ce coboară din mașină, puțin amețit, el ajunge într-un bar ciudat, în care toți oamenii sunt prietenoși și generoși, cu excepția unui bărbat cu fața luminoasă. După ce a cumpărat cu succes barul, Bob își dă seama că atmosfera s-a schimbat: oamenii sunt acum foarte liniștiți și nu mai vor să se distreze. Bob decide să joace biliard, dar el se prăbușește pe masă și adoarme. Când se trezește în bar, își dă seama că el este nu numai proprietarul, ci, de asemenea, singurul client care nu mai poate părăsi clădirea. Iar bărbatul cu fața luminoasă nu este altcineva decât șoferul celeilalte mașini: el observă prin fereastră cum trupul acestuia mort este cărat pe o targă.

## Concluzie
„Bob Spindler este proprietarul și unicul client al barului Kentucky Rye, taverna iadului. Va exista veșnic o datorie în dreptul numelui său, în Zona Crepusculară.”

## Legături externe
- Kentucky Rye — pe site-ul IMDb (engl.)
- Kentucky Rye —  pe site-ul TV.com (engl.) Arhivat în 20 iunie 2013, la Wayback Machine.
- Kentucky Rye —  pe site-ul YouTube (engl.)